# Municipio de Catawissa
El municipio de Catawissa (en inglés: Catawissa Township) es un municipio ubicado en el condado de Columbia en el estado estadounidense de Pensilvania. En el año 2000 tenía una población de 944 habitantes y una densidad poblacional de 29,3 personas por km².

## Geografía
El municipio de Catawissa se encuentra ubicado en las coordenadas 40°58′00″N 76°25′59″O / 40.96667, -76.43306.

## Demografía
Según la Oficina del Censo en 2000 los ingresos medios por hogar en la localidad eran de $44 250 y los ingresos medios por familia eran de $49 375. Los hombres tenían unos ingresos medios de $32 328 frente a los $26 579 para las mujeres. La renta per cápita de la localidad era de $23 635. Alrededor del 2,8% de la población estaba por debajo del umbral de pobreza.